# Василев, Васил Иорданов
Васил Иорданов Василев (болг. Васил Йорданов Василеев; род. 15 января 1931) — болгарский коммунист, офицер, генерал-лейтенант.

## Биография
Родился 15 февраля 1931 года в деревне Раково. В 1950 году окончил военно-артиллерийское училище. Начал службу в качестве командира. Закончил радиотехническую академию в Харькове, СССР в 1960 году. В 1960 — 1965-х годах — заместитель начальства Высшей военно-народной артиллерийской школы в городе Шумен. В 1965 году — руководитель секции радиоэлектроники. С 1969 года — директор Института специальной оптики и радиоэлектроники. Со следующего года становится генеральным директором ГХО „Респром“. В 1973 году был назначен заместителем министра машиностроения и электроники. В период 1987 — 1991-х годов — полномочный посол Болгарии в Москве, отвечающий за экономическое и научно-техническое сотрудничество. Получил Димитровскую премию.